# Charles Cabaret
Charles Cabaret (19 juillet 1914-24 janvier 1997 à Limoges), est un ingénieur aéronautique français. Dans l'immédiat après-guerre, il travaille au Centre d'essais en vol de Brétigny-sur-Orge (CEV). En 1946, avec ses collègues François Hussenot et Maurice Cambois, il fonde l’École du personnel navigant d'essais et de réception (EPNER), de renommée internationale.